# Mausoleum of Qurqumas
Mausoleum of Qurqumas (arabiska: تربة قرقماس) är ett monument i Egypten.   Det ligger i guvernementet Kairo, i den norra delen av landet, i huvudstaden Kairo. Mausoleum of Qurqumas ligger 49 meter över havet.
Terrängen runt Mausoleum of Qurqumas är huvudsakligen platt, men söderut är den kuperad. Runt Mausoleum of Qurqumas är det tätbefolkat, med 383 invånare per kvadratkilometer. Närmaste större samhälle är Kairo, 3,1 km nordväst om Mausoleum of Qurqumas. Trakten runt Mausoleum of Qurqumas är ofruktbar med lite eller ingen växtlighet.